# Choćmirówko
Choćmirówko (deutsch Neu Gutzmerow, slowinz. Nɵvḙ Ꭓʉ̀ɵ̯cmjirɵvɵ) ist ein Dorf im Powiat Słupski der polnischen Woiwodschaft Pommern. 

## Geographische Lage
Choćmirówko liegt in Hinterpommern, etwa 26 Kilometer östlich der Stadt Ustka (Stolpmünde), acht Kilometer südöstlich des Garder Sees und elf Kilometer südwestlich des Lebasees.

## Geschichte
Das Rittergut Neu Gutzmerow, früher Nigen Gitzmerow genannt, ist ein altes Lehen  der Familie Wobeser, die es bereits vor 1485 in Besitz hatte. 1684 kam das Gut durch Tausch an die Familie Stojentin. 1709 gehörte es Johann George von Stojentin, und 1774 wurde es an Friedrich Graf von Werssowitz  verkauft. Um 1784 gab es in Neu Gutzmerow ein Vorwerk, drei Bauern, drei Kossäten und auf der Feldmark eine Holzwärter-Wohnung und insgesamt zehn Haushaltungen. 1854 wurde das Gut von Bernhard Franz Scheunemann aufgekauft. Es wurde ein Bauerndorf daraus. 1925 standen im Dorf 23 Wohnhäuser.
Vor 1945 gehörte das Dorf Neu Gutzmerow zum Amtsbezirk Bandsechow im Landkreis Stolp, Regierungsbezirk Köslin, der Provinz Pommern. Im Jahr 1939 betrug die Gemeindefläche 385 Hektar, und es wurden 41 Haushaltungen und 169 Einwohner gezählt. Im Dorf gab es insgesamt 23 landwirtschaftliche Betriebe.
Gegen Ende des Zweiten Weltkriegs wurde Neu Gutzmerow am 9. März 1945 von der Roten Armee besetzt und bald darauf unter polnische Verwaltung gestellt. Im April 1945 kamen die ersten Polen ins Dorf, und im September 1945 hatten bereits die meisten Gehöfte übernommen. Die Einwohner wurden am 16. Dezember 1946 und am 25. April 1947 vertrieben. Das Dorf wurde in Choćmirówko umbenannt. 
Nach Kriegsende wurden in der Bundesrepublik Deutschland 97 und in der DDR 48 aus Neu Gutzmerow vertriebene Dorfbewohner ermittelt.
Im Jahr 2006 hatte Choćmirówko 120 Einwohner.